# باشگاه فوتبال الحدود
باشگاه فوتبال الحدود (به عربی: نادي الحدود) یک باشگاه فوتبال عراقی در شهر بغداد می‌باشد.